# Le jeune homme et la mort
Le jeune homme et la mort è un balletto di Roland Petit con libretto di Jean Cocteau. Il balletto, coreografato sulla musica della passacaglia e tema fugato in do minore di Bach, arrangiata da Ottorino Respighi, ha avuto la sua prima a Parigi nel 1946.

## Trama
Un giovane pittore aspetta la propria amante ed e il suo ritardo lo angoscia. La donna finalmente arriva, ma è arrabbiata, colpisce il giovane e abusa sessualmente di lui. Il pittore minaccia il suicidio, ma la minaccia si rivela vana dato che la donna lo incoraggia a farlo. Lei si allontana, sbattendogli la porta in faccia. 
Il giovane distrugge il mobilio e, rimasto solo con la sua disperazione, si impicca. Su un tetto di Parigi la Morte (che ha l'aspetto dell'amata con una maschera da scheletro) accoglie il giovane, che si toglie il cappio e pone la propria maschera sul viso della Morte. I due si allontanano insieme.

## Rappresentazioni
Il balletto ebbe la sua prima al Théâtre des Champs-Élysées il 25 giugno 1946, con scenografie di Georges Wakhévitch e costumi di Tom Keogh. Nathalie Phillippart e Jean Babilée danzarono nei ruoli dei due personaggi.
Il balletto si è rivelato un grande successo e una scelta popolare per le maggiori compagnie al mondo. Nel 1951 Petit ha ricreato il balletto con l'American Ballet Theatre, compagnia con cui Michail Baryšnikov riprose il balletto nel 1975. La prima scaligere è avvenuta nel 1955 con Babilée e Claire Sombert. Nel 1990 il balletto è entrato nel repertorio del Balletto dell'Opéra di Parigi e nello stesso decennio è stato rappresentato al Balletto Mariinskij e dal Boston Ballet (1998). Nel 2009 è stato portato in scena al Balletto Bol'šoj.
Nel 1966 Petit ne ha realizzato un film con Rudol'f Nureev e la moglie Zizi Jeanmaire.